# General Dynamics–Grumman F-111B
 (30 mai 2019).
Le contenu est difficilement compréhensible vu les erreurs de traduction, qui sont peut-être dues à l'utilisation d'un logiciel de traduction automatique.
Le General Dynamics/Grumman F-111B était un intercepteur à long rayon d'action embarqué sur porte-avions et était prévu pour succéder au F-4 Phantom II. Le F-111B a été développé dans les années 1960 par General Dynamics en collaboration avec Grumman pour la marine américaine (USN) dans le cadre de l'expérience conjointe de chasseur tactique (TFX) avec l'armée de l'Air (USAF), afin de produire un chasseur commun aux deux armées qui pourrait effectuer une variété de missions. Il intégrait des innovations telles que les ailes à géométrie variable, des turboréacteurs à double flux avec postcombustion et un système d'armes radar et de missiles à longue portée.
Conçu parallèlement au F-111 "Aardvark", qui a été adopté par l'US Air Force en tant qu'avion d'attaque, le F-111B a souffert de problèmes de développement et de l'évolution des exigences de l'US Navy, qui souhaitait un avion doté d'une maniabilité pour le combat aérien.
Le F-111B n'a pas été commandé en production et les prototypes ont été utilisés pour des essais avant d'être déclassés. Le F-111B sera remplacé par le Grumman F-14 Tomcat, plus petit et plus léger, sur lequel les moteurs, le système d'armes AWG-9/Phoenix et la configuration similaire de l'aile à géométrie variable ont été repris.

## Développement

### Arrière-plan
Le F-111B faisait partie du programme TFX des années 1960. Le Commandement Aérien Tactique (TAC) de l'USAF était préoccupé par les rôles de chasseur-bombardier et de frappe/interdiction en profondeur. L'avion aurait été un successeur du F-105 Thunderchief. En juin 1960, l'USAF a publié une spécification pour un avion d'interdiction et de frappe à long rayon d'action capable de pénétrer à très basse altitude et à très grande vitesse au travers des défenses aériennes soviétiques pour délivrer des armes nucléaires tactiques contre des cibles cruciales. Pendant ce temps, la Navy recherchait un intercepteur à long rayon d'action et haute endurance pour la défense de ses groupes de combat de porte-avions contre les missiles anti-navires à longue portée lancés par les bombardiers soviétiques (Tupolev Tu-16, Tupolev Tu-22, et plus tard, Tupolev Tu-22M) et par les sous-marins. La Navy avait besoin d'un avion de Défense aérienne de la Flotte (FAD) avec un radar plus puissant et avec des missiles de plus longue portée que ceux du F-4 Phantom II afin d'intercepter les bombardiers et les missiles ennemis.

### Chasseur tactique (désignation provisoire: TFX)
Les besoins de l'Air Force et ceux de la Navy semblaient différents. Cependant, le 14 février 1961 Robert McNamara, nouveau Secrétaire américain à la Défense, demanda  officiellement et fermement que les services étudient l'élaboration d'un seul aéronef qui serait à même de satisfaire simultanément à ces deux exigences. Les premières études indiquèrent que la meilleure option devait baser le (futur) chasseur tactique (TFX) sur la spécification de l'Air Force et sur une version modifiée pour la Navy. En juin 1961, le Secrétaire McNamara a ordonné d'aller de l'avant sur le TFX en dépit des efforts de la Navy et de l'Air Force pour maintenir distincts leurs programmes. L'USAF et la Navy ne pouvaient qu'être d'accord sur les caractéristiques de conception de la voilure à aile variable, de deux sièges et du double moteur. L'USAF voulait un avion à sièges en tandem pour une pénétration à basse altitude, tandis que la Navy souhaitait un intercepteur à haute altitude avec sièges côte à côte à plus court rayon d'action. L'USAF voulait des  avions conçus pour 7,33 g, Mach 2,5 en altitude et Mach 1,2 en basse altitude avec une longueur d'environ 70 pieds (21,3 m). La Navy avait moins d'exigences : 6 g à Mach 2 en altitude et haute vitesse subsonique (approx. Mach 0,9) à faible altitude, avec une longueur de 56 pi (17,0688 m). La Navy voulait aussi un radar plat 48 pouces (122 cm) à longue portée et d'une masse maximale au décollage de 50 000 lb (de 22 700 kg). Donc, McNamara développa un ensemble d'exigences pour le TFX basé en grande partie sur celles de l'Air Force. Il a changé pour un 36 " (91,4 cm) plat pour la compatibilité, il augmenta la masse maximale d'environ 60 000 lb (27 215,5422 kg) pour l'Air Force et 55 000 lb (24 947,58035 kg) pour la Navy. Puis, le 1er septembre 1961, il a ordonné à l'USAF de le développer.
Un Appel d'offres pour TFX a été transmis à l'industrie en octobre 1961. En décembre de cette année, Boeing, General Dynamics, Lockheed, McDonnell, North American Aviation et Republic Aviation Company ont soumis leurs propositions. Le groupe d'évaluation a constaté que toutes les propositions étaient incomplètes. Malgré tout, Boeing et General Dynamics ont été sélectionnés pour améliorer leurs conceptions. Après trois séries de nouvelles études, Boeing a  été choisi par le groupe d'évaluation. Malgré tout, le Secrétaire McNamara sélectionna la proposition de General Dynamics en novembre 1962, en raison de sa plus grande similitude entre les versions TFX de l'Air Force et de la Navy. La version de Boeing partage moins de la moitié des principaux éléments de la structure. General Dynamics a signé le contrat TFX en décembre 1962. Une enquête du Congrès a suivi, mais ne modifie pas le choix de la sélection.

### Phase de conception

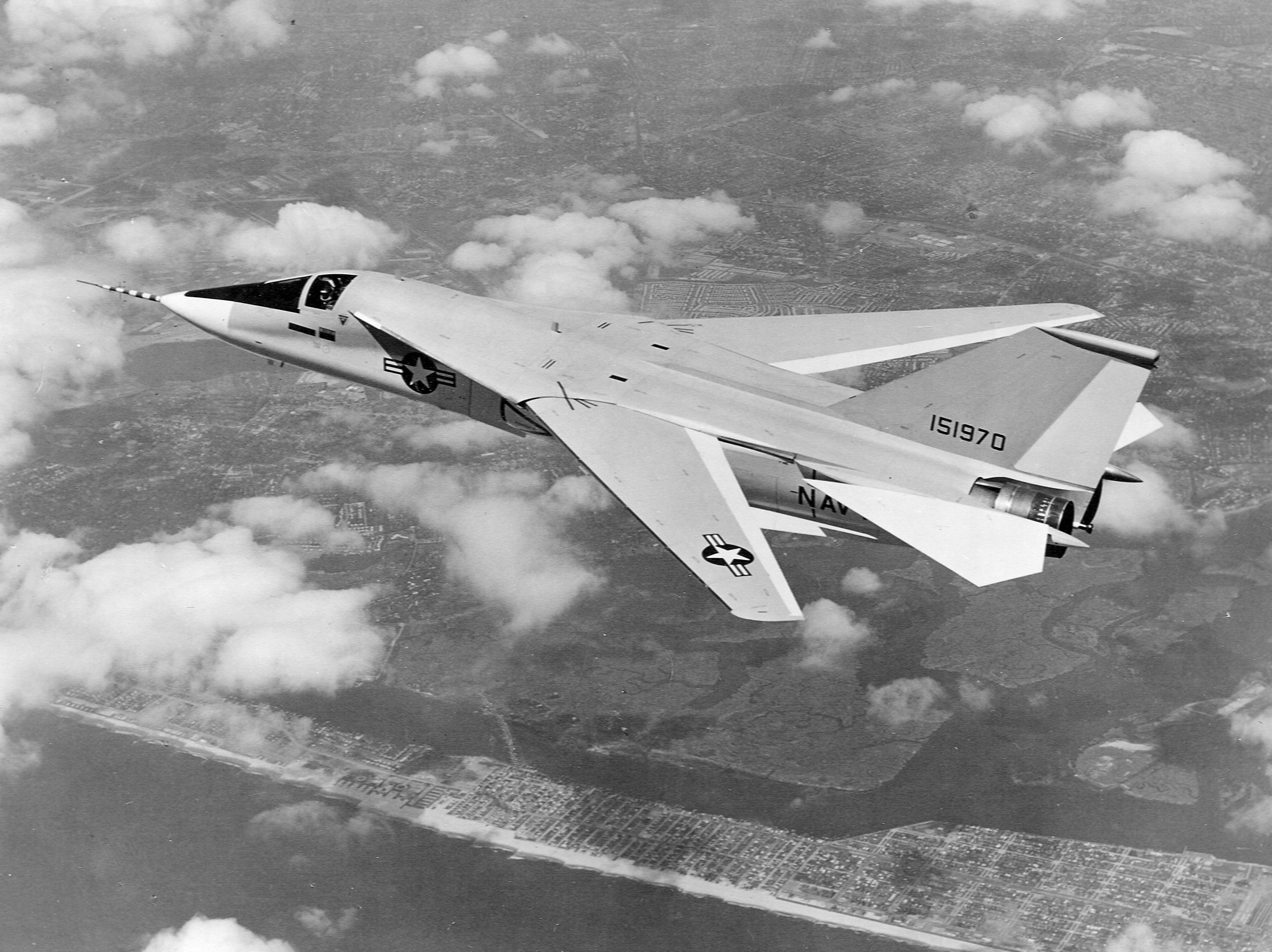
F-111B, BuNo 151970 en vol au-dessus de Long Island à New York en 1965

Les  variantes F-111A de l'Air Force et F-111B de la Navy utilisaient les mêmes composants structurels de la cellule et les turboréacteurs à double flux TF30-P-1. Ils présentaient un équipage en sièges côte-à-côte dans une capsule d'évacuation, telle que requise par la Navy. Le nez du F-111B était 8,5 feet (2,5908 m) plus court en raison de son besoin de s'adapter aux ascenseurs des porte-avions existants, et avait 3,5 feet (1,0668 m) de plus en bouts d'aile en vue d'améliorer le temps d'endurance sur zone. La version Navy devait emporter un radar AN/AWG-9 Pulse-Doppler et six missiles AIM-54 Phoenix. La version de l'Air Force devait porter le radar d'attaque AN/APQ-113 et le radar de suivi de terrain AN/APQ-110 ainsi que de l'armement air-sol.
Manquant d'expérience avec les chasseurs embarqués sur porte-avions, General Dynamics a fait équipe avec Grumman pour l'assemblage et le test du F-111B. En outre, Grumman construirait également le fuselage arrière du F-111A et le train d'atterrissage. Le premier F-111A d'essai était équipé de turboréacteurs YTF30-P-1 et utilisait un ensemble de sièges éjectables, la capsule de sauvetage n'étant pas encore disponible. Il vola pour la première fois le 21 décembre 1964. Le premier F-111B était également équipé de sièges éjectables et vola pour la première fois le 18 mai 1965. Afin de résoudre les problèmes de décrochage dans certaines parties du régime de vol, la conception des entrées d'air du moteur a été modifiée en 1965-66, pour aboutir aux conceptions "Triple Plow I" and "Triple Plow II". Le F-111A a atteint la vitesse de Mach 1,3 en février 1965, avec une conception d'entrée d'air provisoire.

### F-111B

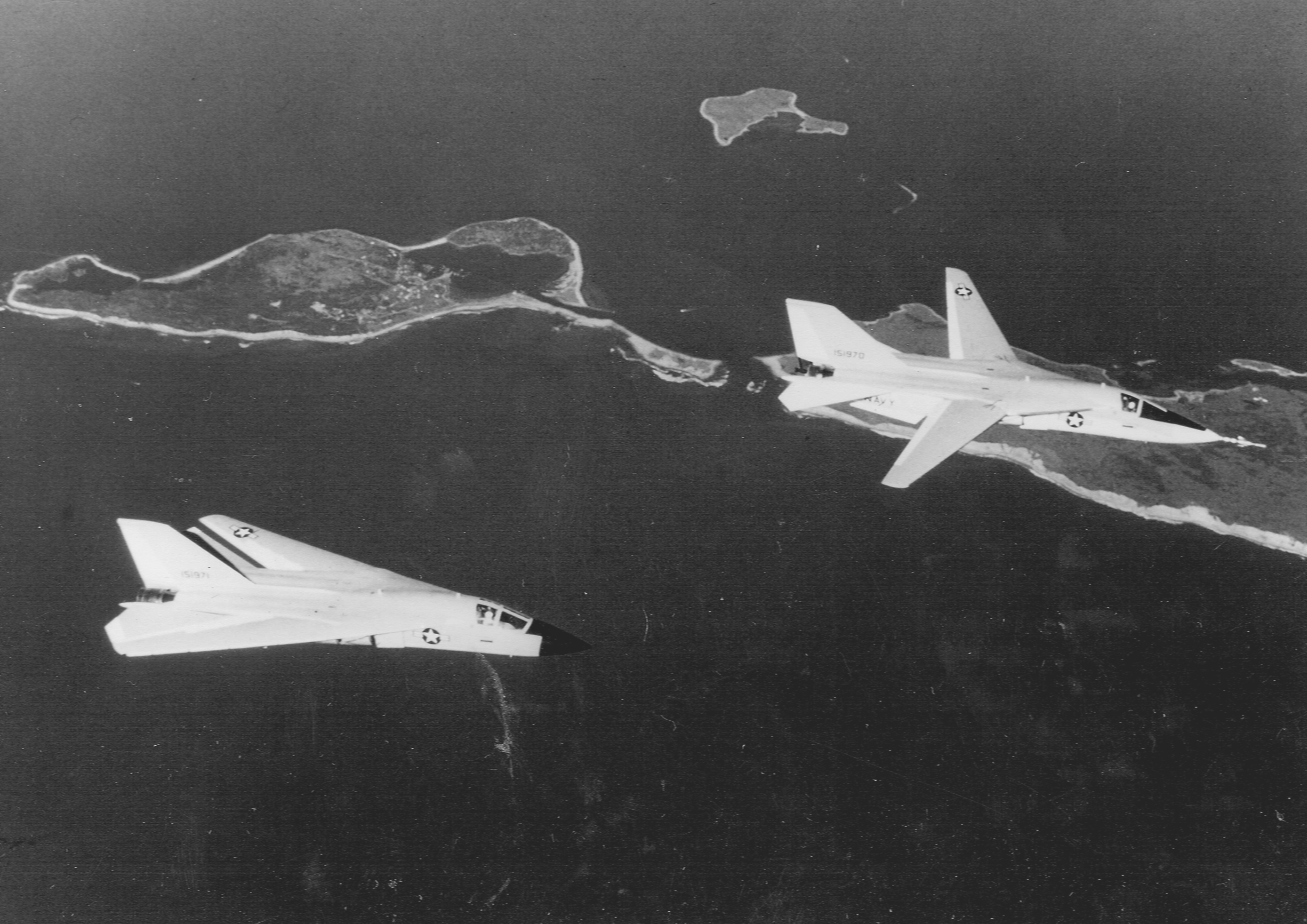
Les F-111B, BuNo 151970 et 151971, en vol au dessus de Long Island, New York (USA) au cours des essais

Les objectifs de masse pour les deux versions du F-111 se sont avérés trop optimistes. L'excès de masse a affecté le F-111B tout au long de son développement. Les prototypes dépassaient largement la masse requise. Les efforts de conception ont réduit la masse de la cellule, mais cela a été compensé par l'ajout de la capsule de sauvetage. La masse supplémentaire rendait l'appareil sous-motorisé. La portance était améliorée par l'évolution des surfaces de contrôle des ailes. Une version du moteur à plus forte poussée était prévue. Au cours des auditions du Congrès concernant l'avion, le vice-amiral Thomas F. Connolly, alors chef adjoint des opérations navales pour la guerre aérienne, a répondu à une question du sénateur John C. Stennis qui voulait savoir si un moteur plus puissant permettrait de remédier aux problèmes de l'avion, en disant : « Il n'y a pas assez de puissance dans toute la Chrétienté pour faire de cet avion ce que nous voulons ! ».
Le programme F-111B étant en difficulté, Grumman a commencé à étudier des améliorations et des alternatives. En 1966, la Navy a attribué à Grumman un contrat pour commencer à étudier les conceptions de chasseurs avancés. Grumman a réduit ces conceptions à son modèle 303. La fin du F-111B semblait donc proche à la mi-1967. En mai 1968, les comités du Congrès pour les services des deux armées ont voté ensemble pour stopper le financement de la production et en juillet 1968, le ministère de la Défense (DoD) a ordonné l'arrêt des travaux sur le F-111B. Au total, sept F-111B ont été livrés en février 1969.

### Remplacement

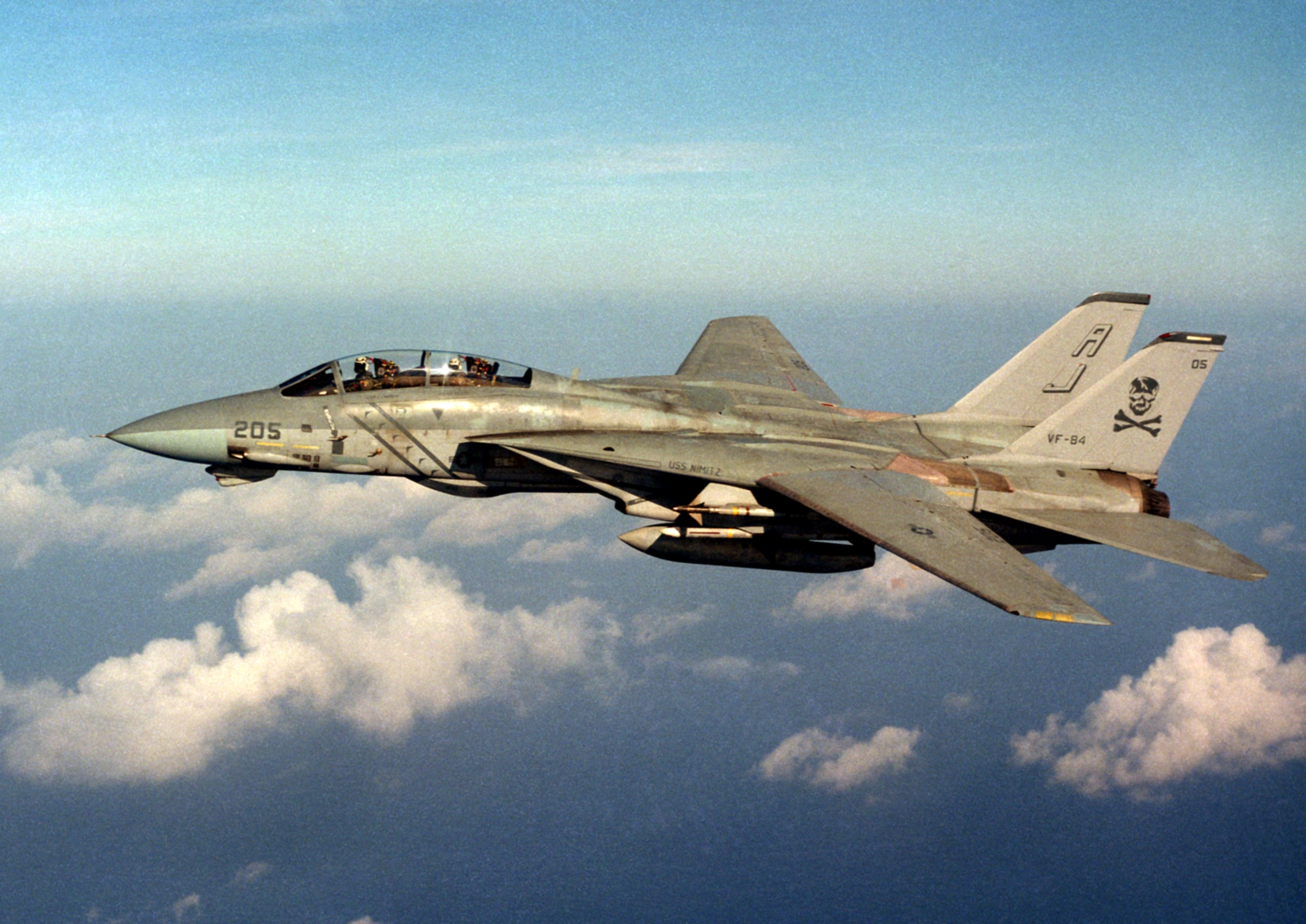
Le F-14 que Grumman a proposé pour remplacer le F-111B, a été conçu autour du même moteur, radar et combinaison de missiles.

Remplaçant le F-111B, le Grumman F-14 Tomcat qui s'inspirait du Modèle initial 303 de Grumman, réutilisait les mêmes réacteurs TF30, la Navy prévoyant de les remplacer plus tard par un réacteur amélioré. Bien que plus léger, il fût toujours le plus grand et plus lourd chasseur américain sur porte-avions. Sa taille était une conséquence de l'obligation d'embarquer le gros radar AWG-9 et les missiles AIM-54 Phoenix, tous deux du F-111B, tout en dépassant la maniabilité du F-4 . Le F-111B était seulement armé pour le rôle d'intercepteur, le Tomcat incorporait un canon interne M61 Vulcan, des emplacements pour missiles air-air Sidewinder et Sparrow et une capacité d’emport de bombes,. Bien que le F-111B n'ait pas été mis en service, des variantes basées à terre du F-111 ont été en service dans l'US Air Force depuis de nombreuses années et avec la Royal Australian Air Force jusqu'en 2010.

## Conception
Le F-111B était un avion d'interception tout temps destiné à défendre les groupes de combat de porte-avions de l'US Navy contre des bombardiers et des missiles antinavires. Le F-111 est doté de la géométrie variable des ailes, d'une soute interne et d'un cockpit avec siège côte à côte. Le cockpit fait partie d'une capsule d'équipage d'évacuation. L'envergure de l’aile varie entre 16 ° et 72,5 degrés (du débattement avant à arrière). La cellule est principalement constituée d'alliages d'aluminium, mais aussi d'acier, de titane et d'autres matériaux. Le fuselage est une structure semi-monocoque avec des panneaux raidis et des panneaux sandwichs en nid d'abeilles pour la peau. Le F-111B était propulsé par deux turboréacteurs à post-combustion Pratt & Whitney TF30 et comprenait le système radar UNE/AWG-9  pour le contrôle des missiles air-air AIM-54 Phoenix . La mauvaise visibilité au-dessus du nez rendait l'avion plus difficile à manier pour les opérations sur porte-avions.
Le F-111 offrait une plateforme ayant la portée, la charge utile et les performances Mach 2 nécessaires pour intercepter rapidement des cibles, mais avec ses ailes pivotantes et ses turboréacteurs à double flux, il pouvait également flâner à poste pendant de longues périodes. Le F-111B emporterait six missiles AIM-54 Phoenix, son armement principal. Quatre des missiles Phoenix étaient montés sur les pylônes d'aile et deux dans la soute à armes. Les pylônes de missiles ajoutaient une traînée importante lorsqu'ils étaient utilisés.

## Historique opérationnel (essais en vol)

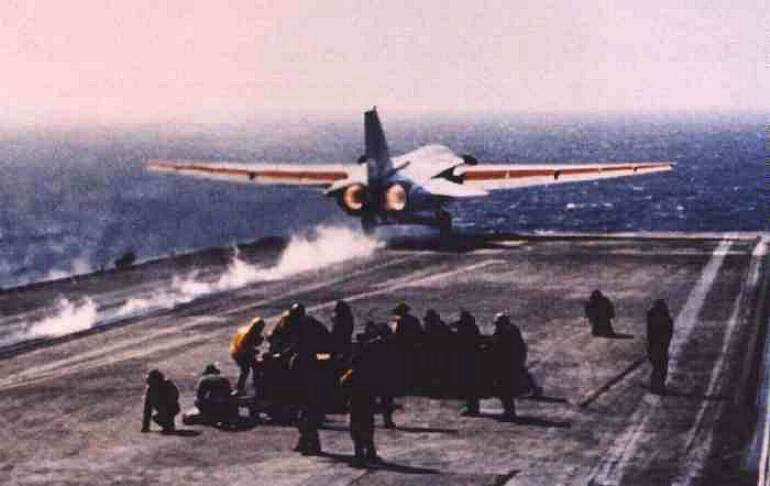
F-111B, BuNo 151974, lancé à partir de l'USS Coral Sea en juillet 1968. C'était le seul F-111B pour effectuer des essais opérationnels.

Les essais en vol sur le F-111B ont continué à Point Mugu et Naval Air Weapons Station China Lake même après que le programme ait été annulé. En juillet 1968, le F-111B numéro de série 151974 (version de pré-production) a été utilisé, pour les essais porte-avions, à bord de l'USS Coral Sea. L'évaluation s'est terminée sans problème.
Hughes a poursuivi le développement du système de missiles Phoenix avec quatre F-111B.
Au total, deux F-111B se sont écrasés et un troisième a été gravement endommagé.
Le dernier vol du F-111B a été effectué par le numéro 151792 de Californie au New Jersey mi-1971. Les sept F-111B ont volé 1 748 heures en 1 173 vols.

## Variantes
Les F-111B numéros 1 à 3 étaient les prototypes initiaux ; les numéros 4 et 5 étaient des prototypes à cellule allégée. Les no 6 et no 7 avaient des cellules allégées ainsi que des moteurs TF30-P-12 améliorés, et ont été construits selon des procédés proches des standards de production. Ils ont également été allongés d'environ 2 pieds (0,6096 m) du fait de l'ajout d'une section entre le cockpit et le radôme. Les cinq premiers appareils étaient équipés d'entrée d'air Triple Plow I alors que les deux derniers étaient équipés d'entrée d'air Triple Plow II. Les trois premiers modèles étaient équipés de sièges éjectables, les suivants de capsules d'éjection.

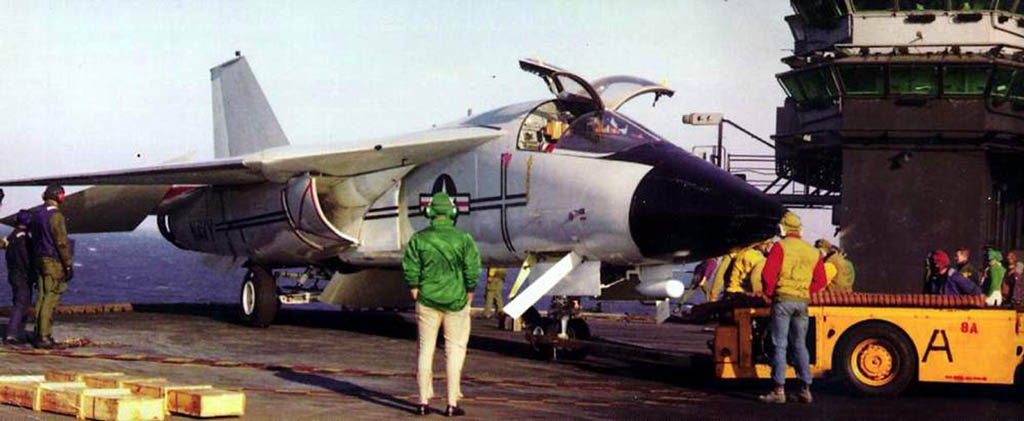
F-111B, BuNo 151974, sur l'USS Coral Sea en juillet 1968. Il se crashe à l'atterrissage à la
NAS Point Mugu, en Californie, le 11 octobre 1968, et a par la suite été mis au rebut.

| Nombre | Numéro de série | Description                                      | L'emplacement ou le destin |
| ------ | --------------- | ------------------------------------------------ | --- |
| 1      | 151970          | Prototype avec cellule lourde, moteurs TF30-P-3  | Après avoir été utilisé pour des essais en vol, il a été mis au rebut en décembre 1969. |
| 2      | 151971          | Prototype avec cellule lourde, moteurs TF30-P-3  | Utilisé pour les essais de missiles Hughes. Perdu dans un crash le 11 septembre 1968. |
| 3      | 151972          | Prototype avec cellule lourde, moteurs TF30-P-3  | A été endommagé et retiré. A été utilisé pour des tests de souffle de réacteur à NATF, NAES Lakehurst, New Jersey et a probablement été mis au rebut là-bas.                                                       |
| 4      | 151973          | Prototype avec cellule allégée, moteurs TF30-P-3 | Détruit dans un crash dû à une double panne moteur le 21 avril 1967. |
| 5      | 151974          | Prototype avec cellule allégée, moteurs TF30-P-3 | S'est écrasé à NAS Point Mugu, Californie en octobre 1968. Il a été démantelé à NAS Moffett Field, Californie en 1970.                                                                                             |
| 6      | 152714          | Version de pré-production, moteurs TF30-P-12     | Utilisé pour les essais de missiles Hughes. Mis à la retraite en 1969. Retiré de l'inventaire en 1971 et utilisé pour des pièces détachées. Il a été photographié en 2008 dans une casse de Mojave, en Californie. |
| 7      | 152715          | Version de pré-production, moteurs TF30-P-12     | Retiré et stocké à NAWS China Lake, Californie (en attente de restauration). |

## Opérateur
États-Unis
- Marine des États-Unis

## Spécifications (F-111B de préproduction)

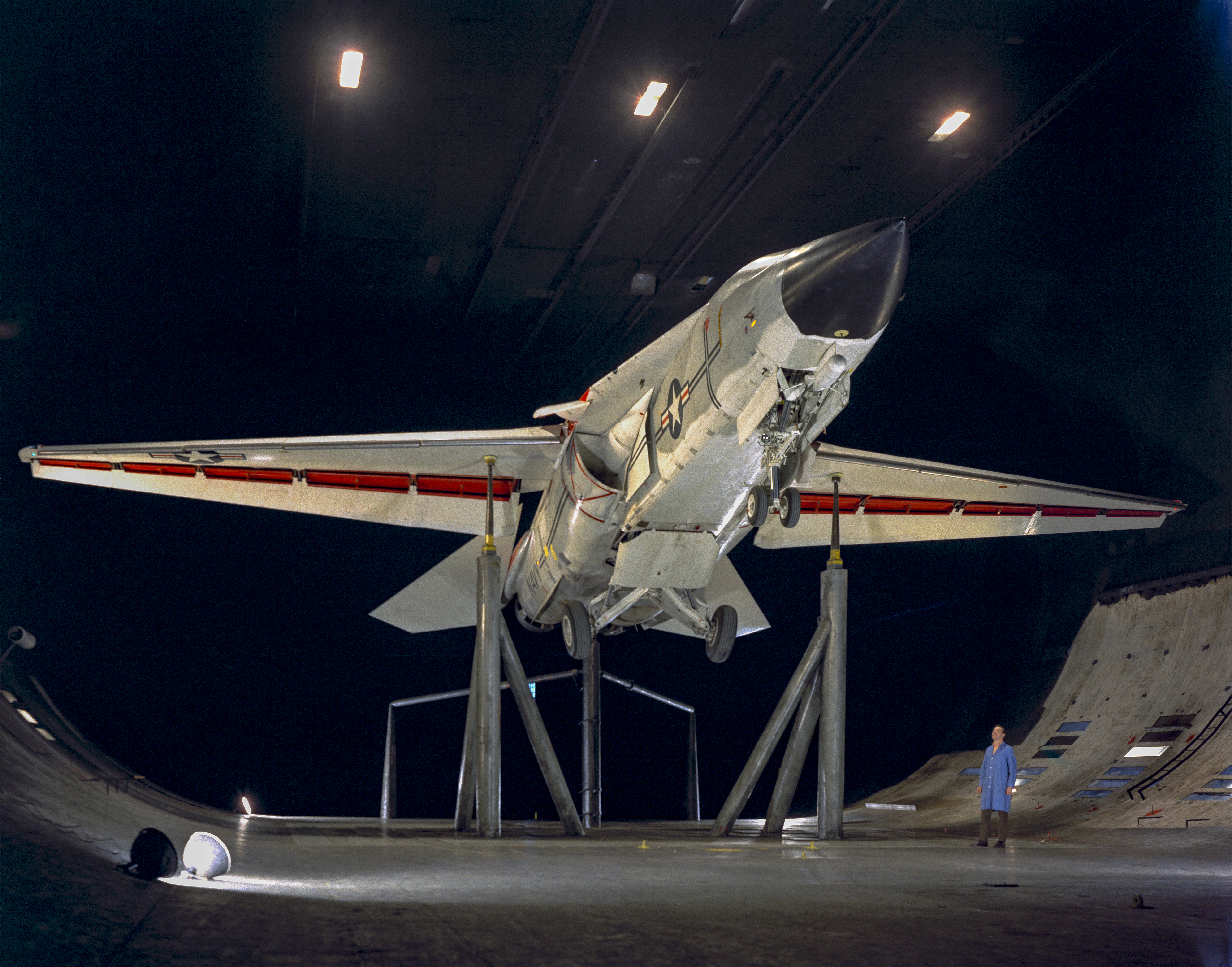
F-111B, BuNo 151974, à NAS Moffett Field, en Californie, au cours de soufflerie à grande échelle des tests de contrôle de vol

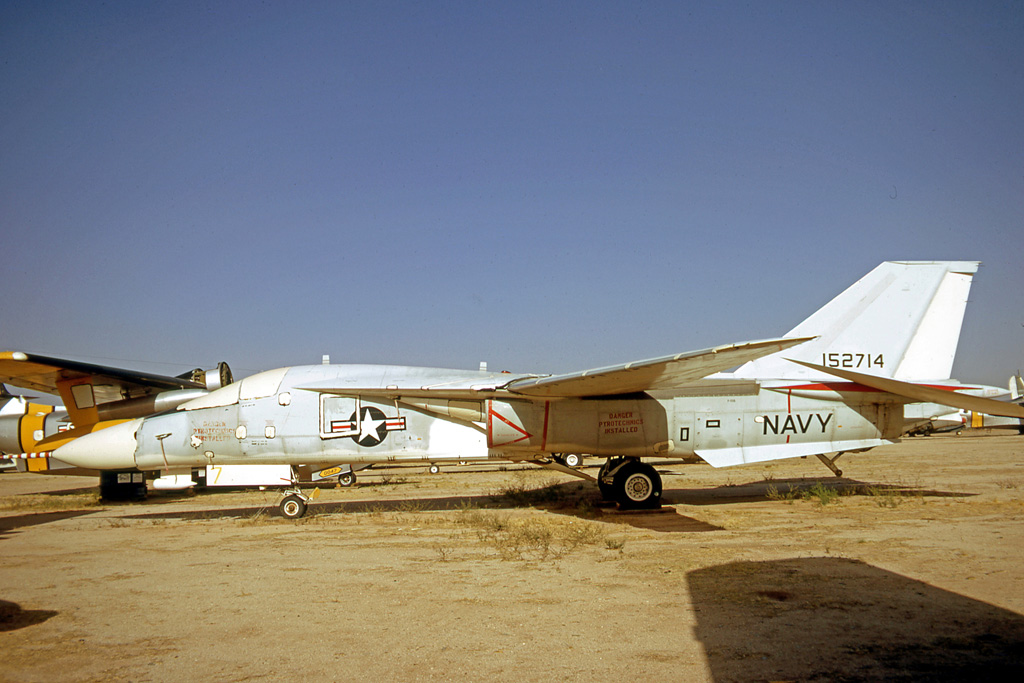
Le premier F-111B 152714 de préproduction dans le stockage à Davis Monthan AFB en 1971

Avions no 6 et no 7 de préproduction :

### Caractéristiques générales
- Équipage : 2 (pilote et opérateur de système d'armes)
- Longueur : 20.98 m (68 ft 10 in)
- Hauteur : 4,80 m (15 ft 9 in)
- Masse à vide : 20 910 kg (46,100 lb)
- Masse en charge : 35 800 kg (79,000 lb)
- Masse maximale au décollage : 39 900 kg (88,000 lb)
- Envergure :
  - Maximale : 21,3 m (70 ft)
  - Minimale : 10,34 m (33 ft 11 in)
- Surface alaire :
  - Maximale : 60,9 m2 (655.5 ft2)
  - Minimale : 51,1 m2 (550 ft2)
- Motorisation : 2 turboréacteurs à double flux Pratt & Whitney TF30-P-3, 47,8 kN (10,750 lbf) de poussée unitaire à sec, 82 kN (18,500 lbf) avec post-combustion

### Performances
- Vitesse maximale : 2 330 km/h (Mach 2,2)
- Rayon d'action :
  - 3 390 km (2,100 mi, 1,830 nmi) ; avec 6 missiles AIM-54 et 23 000 livres de carburant interne
  - 5 150 km (3,200 mi, 2,780 nmi) ; avec 2 réservoirs externes de 450 galons
- Plafond : 19 800 m (65,000 ft)
- Vitesse ascensionnelle : 108 m/s (21,300 ft/min)
- Rapport poussée/masse : 0,47
- Charge alaire :
  - Maximale : 586 kg/m2 (120 lb/ft2)
  - Minimale : 703 kg/m2 (144 lb/ft2)

### Armement
- Canon : 1 canon M61 Vulcan de calibre 20 mm (0.787 pouces)
- Points d'accroche : 6 pylônes sous les ailes pour munitions et réservoirs de carburant externes
- Missiles : 6 missiles air-air à longue portée AIM-54 Phoenix (quatre sous les ailes, deux dans la baie d'armes)

### Avionique
- Radar Doppler à impulsions AN/AWG-9